# Зайцев, Александр Егорович
Александр Егорович Зайцев (1822?, Казань — 1867, Красное) — русский публицист.

## Биография
Происходил из податного сословия, получил высшее образование на юридическом факультете Казанского университета в 1840-х годах. Умер в возрасте 45 лет в ночь с 10 на 11 сентября 1867 года в предместье Луцка.

### Публикации
Был постоянным сотрудником «Духовного вестника», где поместил следующие статьи: «Христианский подвиг священника» (1864. Т. VII. — С. 567—582), «Этюды из жизни сельского духовенства на Волыни» (1864. Т. IX. — С. 409—429), «Нечто по вопросу об улучшении быта православного духовенства» (1865, январь. — С. 358—363) и «Как решается вопрос об улучшении быта православного духовенства (картинка с натуры)» (1865. Т. XII. — С. 684—695). Кроме того, по данным некролога в «Киевлянине» помещал случайные корреспонденции в «Современном листке» и «Сыне отечества».